# Baryczka (województwo podkarpackie)

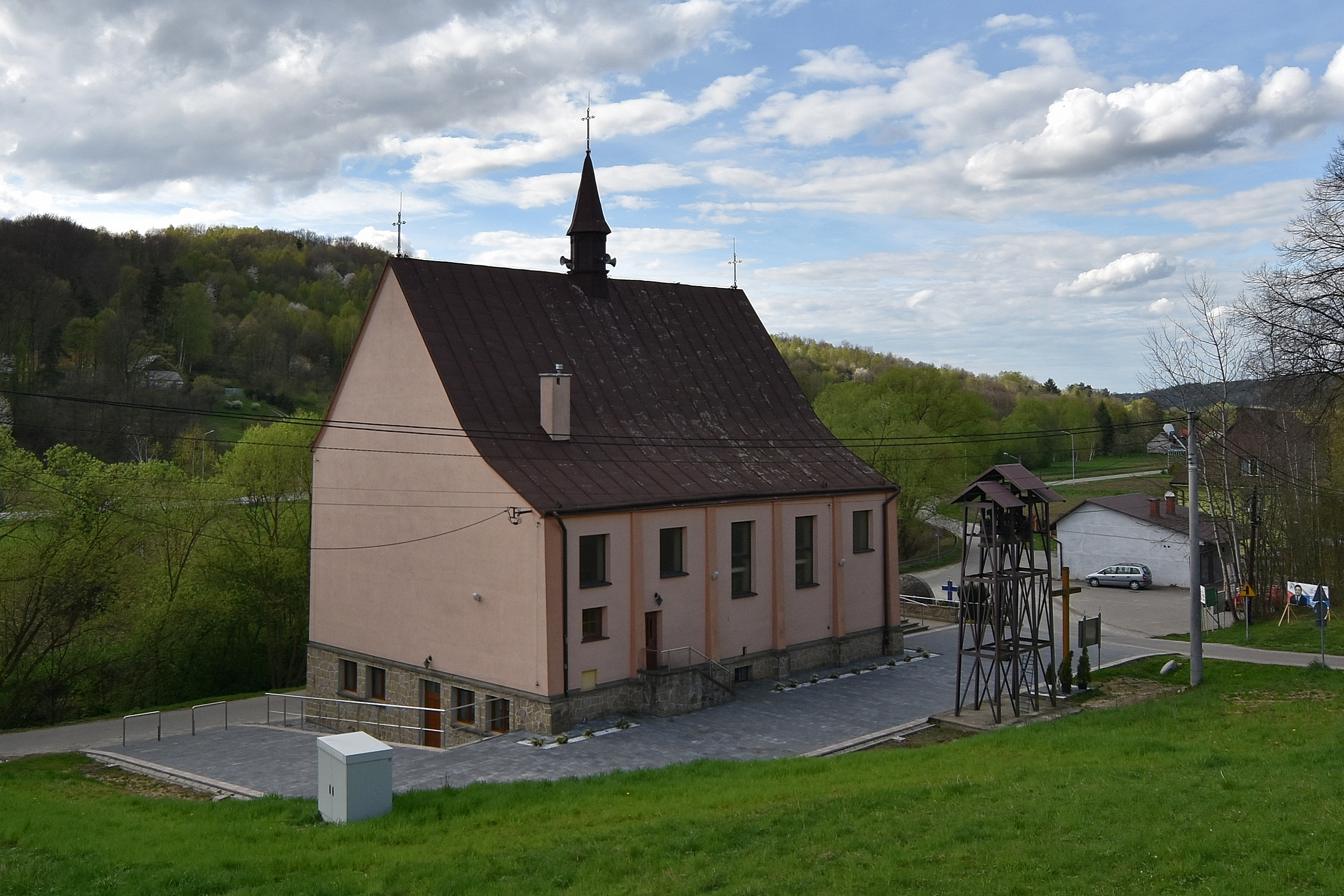
Kościół parafialny

Baryczka – wieś w Polsce, położona w województwie podkarpackim, w powiecie strzyżowskim, w gminie Niebylec. Przez miejscowość przepływa rzeka Gwoźnica oraz przebiega droga krajowa nr 19.
| SIMC    | Nazwa      | Rodzaj    |
| ------- | ---------- | --------- |
| 0656166 | Domaradz   | część wsi |
| 0656172 | Kamienna   | część wsi |
| 0656189 | Karasiówka | część wsi |
| 0656195 | Karpaty    | część wsi |
| 0656203 | Michnówka  | część wsi |
| 0656210 | Moczary    | część wsi |
| 0656226 | Rzeki      | część wsi |
| 0656232 | Zaklikówka | część wsi |
| 0656249 | Zalesie    | część wsi |
| 0656255 | Żabia      | część wsi |

We wsi znajduje się kościół i siedziba parafii pod wezwaniem Nawiedzenia Najświętszej Maryi Panny, należąca do dekanatu Czudec, diecezji rzeszowskiej.
W latach 1975–1998 miejscowość administracyjnie należała do województwa rzeszowskiego.